# Reprezentacja Kamerunu w piłce siatkowej mężczyzn
Reprezentacja Kamerunu w piłce siatkowej mężczyzn – narodowa drużyna reprezentująca Kamerun w rozgrywkach międzynarodowych. Po latach niepowodzeń oraz kłopotów finansowych, a także organizacyjnych w latach 60. oraz 70. XX wieku, drużyna stała się czołową siłą na kontynencie afrykańskim dołączając do grona Tunezji oraz Egiptu najbardziej utytułowanych drużyn Afryki.
Do największych sukcesów drużyny kameruńskie zalicza się dwa złote medale Mistrzostw Afryki oraz osiem pozostałych medali tej imprezy, a także zajęcie trzynastego miejsca na Mistrzostwach Świata w 2010 roku.

## Osiągnięcia

### Mistrzostwa Afryki
1. miejsce – 1989, 2001
 2. miejsce – 1987, 1997, 2011
 3. miejsce – 2003, 2005, 2007, 2009, 2017
| Rok  | Kraj                         | Miejsce      |
| ---- | ---------------------------- | ------------ |
| 1967 | Tunezja                      | brak udziału |
| 1971 | Egipt                        | 4. miejsce   |
| 1976 | Tunezja                      | brak udziału |
| 1979 | Libia                        | brak udziału |
| 1983 | Egipt                        | 4. miejsce   |
| 1987 | Tunezja                      | 2. miejsce   |
| 1989 | Wybrzeże Kości Słoniowej     | 1. miejsce   |
| 1991 | Egipt                        | 4. miejsce   |
| 1993 | Algieria                     | brak udziału |
| 1995 | Tunezja                      | 5. miejsce   |
| 1997 | Nigeria                      | 2. miejsce   |
| 1999 | Egipt                        | 4. miejsce   |
| 2001 | Nigeria                      | 1. miejsce   |
| 2003 | Egipt                        | 3. miejsce   |
| 2005 | Egipt                        | 3. miejsce   |
| 2007 | Republika Południowej Afryki | 3. miejsce   |
| 2009 | Maroko                       | 3. miejsce   |
| 2011 | Maroko                       | 2. miejsce   |
| 2013 | Tunezja                      | 4. miejsce   |
| 2015 | Egipt                        | 5. miejsce   |
| 2017 | Egipt                        | 3. miejsce   |